# Jan Leschly
Jan Leschly (født 11. september 1940) er oprindeligt kendt som tennisspiller, og senere en anerkendt dansk erhvervsleder med virke indenfor medicinalbranchen gennem mange år. Siden maj 2000 har han været Bestyrelsesformand og CEO, Chief Executive Officer/administrerende direktør for Care Capital LLC, et private equity firma.
Tidligere CEO i SmithKline Beecham, et medicinalfirma der udvikler og sælger farmaceutiske produkter, 1994-2000. Leschly er desuden bestyrelsesmedlem i American Express, Viacom, Mærsk, og Dynavax Technologies Corporation. Han var desuden medlem af DaimlerChrysler's Advisory Board og sidder i et rådgivende udvalg for Emory University Business School.
Leschly var i 1960'erne Danmarks mest vindende tennisspiller med 40 officielle DM-titler, deraf 12 i single (7 udendørs og 5 inde), og fik en international karriere med en uofficiel placering som nr. 10 på en rangliste over verdens bedste amatørspillere i 1967. Dét år nåede han semifinale i single ved det åbne amerikanske mesterskab og blev besejret 3-2 af Clark Graebner, USA. Leschly vandt internationale turneringer i England, Sydafrika og USA samt i København det åbne skandinaviske mesterskab i single i 1968 og 1972. Kort efter den seneste sejr holdt han op med at spille turneringer for i stedet at koncentrere sig om en erhvervskarriere i medicinalbranchen, først hos Novo og siden i udlandet. 
Placeringen blandt de fire bedste i det amerikanske amatørmesterskab 1967 nævnes ofte som Leschlys fineste tennisresultat. Imidlertid lykkedes det ham at etablere sig i verdenseliten også efter 1968, da tennisturneringerne blev åbnet for professionelle stjerner. I 1971 placerede han sig som nr. 15 i den verdensomspændende Grand Prix serie efter bl.a. at have vundet en stor turnering i Johannesburg, Sydafrika, med 10 af verdens 25 stærkeste spillere, selv om alle de øvrige ni deltagere på forhånd var vurderet højere end den danske venstrehåndsspiller. Efter i en indledende pulje at have besejret nr. 6, 3 og 2 slog Leschly i finalen den tidligere Wimbledonmester (1966) Manuel Santana fra Spanien 6-7, 6-3, 6-2 [Ritzaus Bureau nov. 1971 og RB-Special dec. 71 af Jørgen Schouboe].
Hans førstepræmie på godt 73.000 kr. resulterede i avisoverskrifter som "73.000 kr. i ugeløn" - til trods for, at regnskabet også rummede udgifter i form af både rejse og hotel og senere naturligvis skat af gevinsten. Beløbet var sensationelt for datidens danske idræt. Ironisk nok kom 73.000 kr. til at udgøre mindre end en dagløn for Leschly i flere af hans senere chefstillinger...